# Sapo-flamenguinho
è uma especie normalmente encontrada no PNI
Sapo-flamenguinho (nome científico: Melanophryniscus moreirae) é uma espécie de anfíbio da família Bufonidae. Endêmica do Brasil, onde pode ser encontrada nos estados do Rio de Janeiro, Minas Gerais e São Paulo.